# Gornja Topličica
Gornja Topličica je naseljeno mjesto u Republici Hrvatskoj u Zagrebačkoj županiji. 

## Zemljopis
Administrativno je u sastavu grada Svetog Ivana Zeline. Naselje se proteže na površini od 1,97 km². 

## Stanovništvo
Prema popisu stanovništva iz 2001. godine u Gornjoj Topličici živi 121 stanovnik i to u 42 kućanstva. Gustoća naseljenosti iznosi 61,42 st./km².
| broj stanovnika | 129   | 155   | 184   | 185   | 243   | 265   | 256   | 262   | 221   | 205   | 190   | 142   | 103   | 95    | 121   | 157   | 170   |
|                 | 1857. | 1869. | 1880. | 1890. | 1900. | 1910. | 1921. | 1931. | 1948. | 1953. | 1961. | 1971. | 1981. | 1991. | 2001. | 2011. | 2021. |